# Freakier Friday
Freakier Friday is een Amerikaanse komische familiefilm uit 2025 geregisseerd door Nisha Ganatra. De film is een direct vervolg op de film Freaky Friday uit 2003, die gebaseerd is op het gelijknamige boek van Mary Rodgers. De film ging op 22 juli 2025 in première.

## Verhaal
De film volgt Anna en haar moeder Tess. Jaren geleden (in de eerste film) maakte zij een identiteitscrisis door waarbij ze op magische wijze van lichaam met elkaar wisselde. Inmiddels is Anna zelf moeder geworden van dochter Harper en staat ze daarnaast op het punt te trouwen met haar partner Eric, die ook een tienerdochter (Lily) uit een eerdere relatie heeft. Op een magische wijze herhaalt de geschiedenis weer; hierbij worden Anna en haar dochter Harper van lichaam gewisseld en hetzelfde geldt voor Tess en Lily. Het viertal moet proberen om elkaars leven over te nemen zonder dat het opvalt.

## Rolverdeling
| acteur               | personage          |
| -------------------- | ------------------ |
| Jamie Lee Curtis     | Tess Coleman       |
| Lindsay Lohan        | Anna Coleman       |
| Julia Butters        | Harper Coleman     |
| Sophia Hammons       | Lily Davies        |
| Manny Jacinto        | Eric Davies        |
| Mark Harmon          | Ryan               |
| Chad Michael Murray  | Jake               |
| Maitreyi Ramkrishnan | Ella               |
| Rosalind Chao        | Pei-Pei            |
| Vanessa Bayer        | mevrouw Jen        |
| Christina Vidal      | Maddie             |
| Haley Hudson         | Peg                |
| Ryan Malgarini       | Harry Coleman      |
| Lucille Soong        | moeder van Pei-Pei |
| Stephen Tobolowsky   | meneer Elton Bates |
| Jordan E. Cooper     | Jett               |
| Elaine Hendrix       | Blake Kale         |
| Chloe Fineman        | GiGi               |

## Achtergrond
De film werd geregisseerd door Nisha Ganatra en geproduceerd door Kristin Burr, Andrew Gunn en Jamie Lee Curtis met Lindsay Lohan als een van de uitvoerende producenten. Het scenario van de film werd geschreven door Jordan Weiss. De opnames van de film gingen op 24 juni 2024 van start in Los Angeles, de Verenigde Staten en werden afgerond op 21 augustus 2024. De film is een direct gevolg op de film Freaky Friday uit 2003, die gebaseerd is op het gelijknamige boek van schrijfster Mary Rodgers uit 1972. Curtis en Lohan keerden terug om hun hoofdrollen te hernemen; andere acteurs die terugkeerde uit de eerste film zijn onder anderen Mark Harmon, Chad Michael Murray, Christina Vidal, Haley Hudson, Lucille Soong, Stephen Tobolowsky en Rosalind Chao. Nieuwe hoofdrollen waren weggelegd voor Julia Butters, Sophia Hammons en Manny Jacinto.
De film werd oorspronkelijk aangekondigd onder de titel Freaky Friday 2, deze titel werd in augustus 2024 gewijzigd in de officiële titel: Freakier Friday.

## Release en ontvangst
Op 14 maart 2025 werd de eerste teaser trailer van de film uitgebracht. Freakier Friday ging op 22 juli 2025 in première in het El Capitan Theater in Los Angeles, de Verenigde Staten. De film staat gepland om door distributeur Walt Disney Studios Motion Pictures op 7 augustus 2025 in de Nederlandse bioscopen uit te brengen en op 8 augustus 2025 in de Amerikaanse bioscopen. De film werd door recensenten in het algemeen positief ontvangen. Op Rotten Tomatoes heeft de film een score van 80% op basis van 64 beoordelingen. Metacritic komt op een score van 63/100, gebaseerd op 27 beoordelingen.